# Stelle principali della costellazione della Carena
Segue un prospetto delle stelle principali della costellazione della Carena, elencate per magnitudine decrescente.